# ونتورا رودریگز
 ونتورا رودریگز (انگلیسی: Ventura Rodríguez؛ ۱۴ ژوئیهٔ ۱۷۱۷ – ۲۶ سپتامبر ۱۷۸۵) یک معمار اهل اسپانیا بود.